# В темноте (фильм, 2011)
«В темноте» («Во мраке», пол. W ciemności) — польско-немецко-канадская драма режиссёра Агнешки Холланд, вышедшая на экраны в 2011 году. Фильм основан на книге Роберта Маршалла «In the Sewers of Lvov: A Heroic Story of Survival from the Holocaust» и рассказывает историю Леопольда Сохи, который спас группу евреев из львовского гетто. Картина посвящена Мареку Эдельману.
Съёмки фильма проходили в Старом городе в Петркуве, в Лодзи с 25 января по 1 апреля 2010 года. Мировая премьера состоялась 2 сентября 2011 года на 38-м кинофестивале Telluride, затем лента была представлена на 36-м Международном кинофестивале в Торонто, 11 сентября 2011 года в категории «Специальные презентации». 20 сентября того же года картина открыла польский обзор фильмов в Европейском парламенте в Брюсселе. Фильм был выбран в качестве официального польского кандидата на премию «Оскар» в категории «Лучший иностранный фильм» и в итоге был номинирован на эту награду.

## Сюжет
1943 год. Главный герой драмы по имени Леопольд Соха работает смотрителем канализации во Львове, оккупированном нацистами. Он обнаружил, что во время ликвидации гетто группа евреев пытается спастись в канализационном тоннеле. Он помогает им спрятаться в подземелье, потребовав за свои услуги значительную сумму денег. Сначала им руководит лишь желание заработать, однако постепенно его отношение к зависящим от него людям меняется…

## В ролях
- Роберт Венцкевич — Леопольд Соха
- Кинга Прайс — Ванда Соха
- Агнешка Гроховска — Клара Келлер
- Мария Шрадер — Паулина Хигер
- Герберт Кнауп — Игнаций Хигер
- Марчин Босак — Янек Гроссман
- Бенно Фюрман — Мундек Маргулис
- Кшиштоф Сконечны — Врублевский
- Юлия Киёвская — Хая
- Михал Журавски — Бортник
- Пётр Гловацки — Ицек Френкель
- Филип Гарбач — мальчик
- Вероника Росати — женщина с ребёнком
- Йоахим Пауль Асбок — Новак
- Милла Банкович — Кристина Хигер
- Оливер Станьчак — Павел Хигер
- Александр Левит — Ковалив
- Франк-Михаэль Кобе — Вилхаус

## Критика
В целом, фильм получил положительные оценки критиков.
На сайте Rotten Tomatoes фильм имеет рейтинг 88 % на основании 109 рецензий критиков со средним баллом 7,6 из 10.
На сайте Metacritic картина набрала 74 балла из 100.
В своем обзоре для Entertainment Weekly Лиза Шварцбаум назвала его «душераздирающим для любителей кино».
Элла Тейлор для NPR написала: «Картина поражает интенсивностью работы и искусным противопоставлением жизни на весёлых улицах Львова смерти в тусклых, кишащих крысами канализациях».
Тай Берр из The Boston Globe назвал фильм «душераздирающей историей о Холокосте, рассказывающей о способности человечества выстоять и сражаться перед лицом ужасной жестокости».
Дэвид Денби из The New Yorker отметил, что «честность — самая сильная сторона фильма».
Тодд Маккарти из The Hollywood Reporter сказал, что это «душераздирающая, захватывающая, камерная и иногда буквально трудная для просмотра надежная, трудная драма, она более иронична и многогранна, чем большинство подобных историй, и должна быть хорошо принята неравнодушной аудиторией».
Джо Моргенштерн из The Wall Street Journal сказал, что «неизвестность этого смелого эпического фильма, основанного на реальной истории, мучительна и вдохновляет в равной мере».
А. О. Скотт из The New York Times назвал фильм «тревожным, ужасающим и порой невероятно трогательным, теплым и интересным своей драмой».
Дэвид Эдельштейн из New York Magazine написал: «В общих чертах, „В темноте“ — это стандартная конверсионная мелодрама, но мало что по этим параметрам сразу бывает хорошим. Темнота сохраняется в свете».
Мик ЛаСалль из San Francisco Chronicle назвал его «экстраординарным фильмом и каким-то хорошим искусством, захватывающим кусок истории, а также исследованием тайн человеческой души» и дал ему «высшую рекомендацию».

## Награды и номинации
- 2011 — приз «Золотая лягушка» фестиваля операторского искусства Camerimage (Йоланта Дылевска).
- 2011 — приз лучшему режиссёру (Агнешка Холланд) на кинофестивале в Вальядолиде.
- 2011 — приз зрительских симпатий на кинофестивале в Сент-Луисе (Агнешка Холланд).
- 2011 — приз зрительских симпатий на кинофестивале в Мар-дель-Плата (Агнешка Холланд).
- 2011 — приз «Золотые зубы» фестиваля польского кино в Чикаго (Агнешка Холланд)[12].
- 2012 — номинация на премию «Оскар» за лучший фильм на иностранном языке.
- 2012 — три номинации на премию «Джини»: лучший адаптированный сценарий (Давид Шамоон), лучший монтаж (Майк Чарнецки), лучший монтаж звука.
- 2012 — три премии Polskie Nagrody Filmowe: лучший актёр (Роберт Венцкевич), лучшая актриса второго плана (Кинга Прайс), лучшая операторская работа (Йоланта Дылевска). Кроме того, лента получила ещё 7 номинаций.
- 2012 — приз «Золотой лев» кинофестиваля в Гдыне за лучший фильм (Агнешка Холланд).
- 2012 — приз «Параджановский тайлер» Ереванского кинофестиваля за вклад в мировой кинематограф[13][14].
- 2012 — номинация на премию Европейской киноакадемии за лучший фильм по мнению зрителей.